# كلارا جاكوبو
كلارا جاكوبو (بالإيطالية: Clara Jacobo)‏ هي مغنية أوبرا ومغنية إيطالية، ولدت في 1898، وتوفيت في 23 يونيو 1966 في نابولي في إيطاليا.